# Lípa u křížku
Lípa u křížku je památný strom, roste v nadmořské výšce 580 m na severozápadním okraji Olšových Vrat, u křižovatky ve směru na letiště Karlovy Vary a k obci Kolová, přibližně 200 m severozápadně od kostela sv. Kateřiny. Solitérní lípa malolistá (Tilia cordata) má košatou, pěkně rozloženou pravidelnou korunou, která sahá do výšky 19,5 m, obvod kmene měří 369 cm (měření 2010). Chráněna je od roku 1986 jako krajinná dominanta a esteticky zajímavý strom.

## Stromy v okolí
- Alvínina lípa
- Andělské lípy